# أوبرا ميكادو

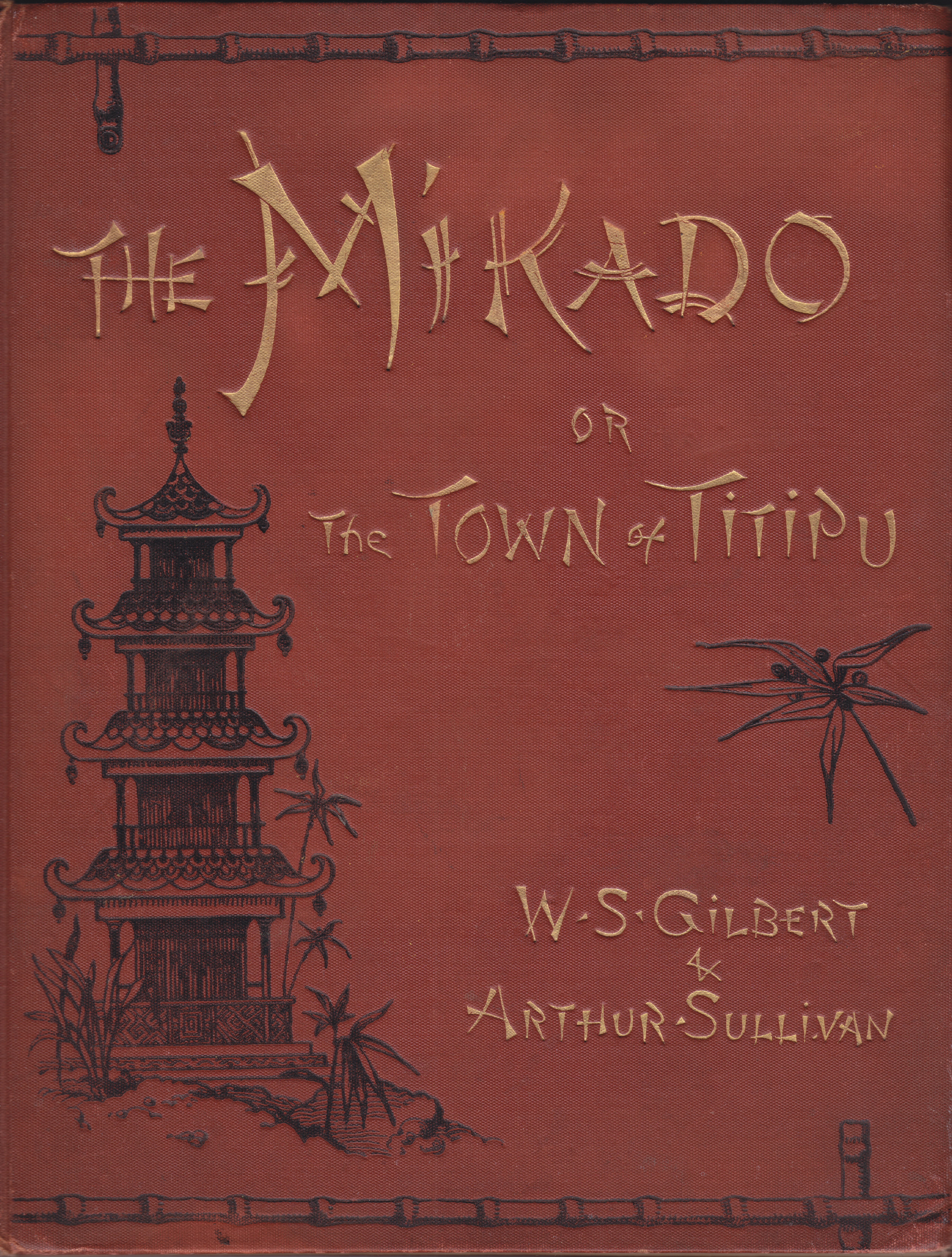
Cover of vocal score, c. 1895

الميكادو أو "مدينة تيتيبو"، أوبرا كوميدية مكونة من عملين، تصاحبها موسيقى آرثر سوليفان والنص الأوبرالي لويليام إشونك جلبرت؛ هذا العمل هو التعاون التاسع بينهما من أصل أربعة عشر عملاً. افتتحت الأوبرا في 14 آذار (مارس) 1885 في لندن، حيث عرضت على مسرح سافوي على مدار 672 عرضاً، وهي ثاني أطول العروض المسرحية الموسيقية وواحدة من أطول العروض التي استمر عرضها لفترة متواصلة على الإطلاق. أما أطول العروض الموسيقية التي استمر عرضها بصورة متواصلة لفترة طويلة فكان عرض أوبريت Les Cloches de Corneville الذي حمل اللقب حتى حازته أوبرا دوروثي التي افتتحت عروضها عام 1886؛ وبذا انتقلت أوبرا الميكادو لتصبح في المركز الثالث. قبل نهاية عام 1885، قدّر وجود ما لا يقل عن 150 شركة تنتج الأوبرا في أوروبا وأمريكا.
لا تزال أوبرا الميكادو الأكثر عرضاً على مسرح سافوي، وهي تحظى بشعبية خاصة بين هواة الإنتاج المدرسي. تُرجم العمل لعدد من اللغات وهي إحدى أكثر الأعمال الموسيقي عرضاً على خشبات المساريح في التاريخ.
تدور أحداث قصة الأوبرا في اليابان، وهي دولة لغتها غريبة كل الغرابة عن بريطانيا، ما أتاح لجيلبرت السخرية من السياسات والمؤسسات البريطانية بحرية عن طريق التمويه كون اللغة المستخدمة هي اليابانية. استخدم جيلبرت شخصيات خيالية وأجنبية في العديد من الأوبرات، بما في ذلك الميكادو والأميرة إدا ويوتوبيا، محدود والدوق العظيم لتخفيف أثر لهجة الهجاء الحادة الموجهة للمؤسسات البريطانية.